# جيمس ماسون (لاعب هوكي الحقل)
جيمس ماسون (بالإنجليزية: James Mason)‏ هو لاعب هوكي الحقل أسترالي، ولد في 19 يونيو 1947.

## وصلات خارجية
- جيمس ماسون على موقع أوليمبيديا (الإنجليزية)